# Xenon
Xenon (chemická značka Xe, latinsky Xenon) je plynný chemický prvek patřící mezi vzácné plyny.

## Základní fyzikálně-chemické vlastnosti

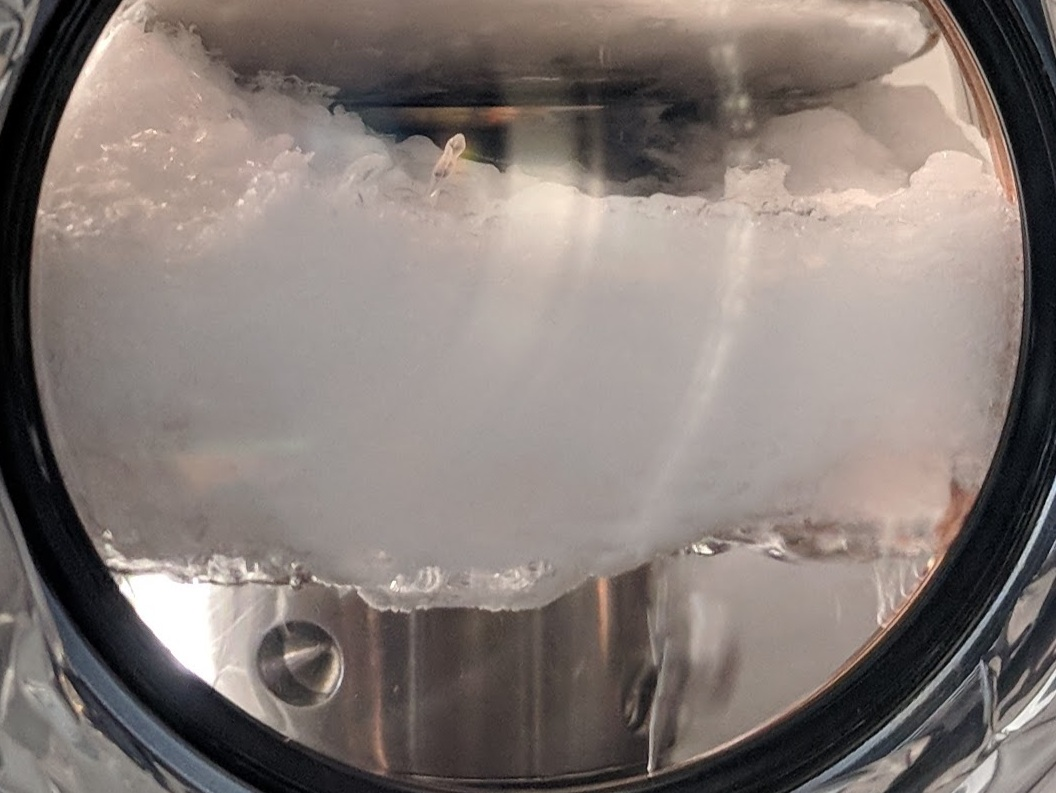
Kapalný a pevný xenon v experimentálním zařízení

Xenon je bezbarvý plyn bez chuti a zápachu, nereaktivní. Chemické sloučeniny tvoří pouze vzácně s fluorem, chlorem a kyslíkem, všechny jsou velmi nestálé a jsou mimořádně silnými oxidačními činidly. Trioxid xenonu (oxid xenonový) je například silně explozivní. Xenon je velmi dobře rozpustný ve vodě a ještě lépe rozpustný v nepolárních organických rozpouštědlech.
Xenon se stejně jako ostatní vzácné plyny snadno ionizuje, a v ionizovaném stavu září. Toho se využívá v osvětlovací technice. Xenon září fialovou barvou, ale ředěním xenonu ve výbojové trubici barva ztrácí na plnosti a při velkém zředění vydává xenon pouze bílé světlo.

## Historický vývoj
Poté, co William Ramsay objevil helium a spolu s lordem Rayleighem argon a správně oba plyny zařadil do periodické tabulky prvků, zůstalo mu volné místo před a za argonem. Podle těchto volných míst předpověděl William Ramsay v roce 1897 neon a krypton. Xenon byl objeven o rok později (tedy roku 1898) Williamem Ramsayem a Morrisem Traversem, kdy William Ramsay využil nové metody frakční destilace zkapalněného vzduchu a zároveň s xenonem objevil i neon a krypton.
Prvek, který zůstal jako zbytek po destilaci argonu, nazval William Ramsay cizí – xenon.

## Výskyt azískávání
Xenon je přítomen v zemské atmosféře v koncentraci přibližně 5×10−6 % (ve 100 litrech vzduchu je obsaženo 0,005 ml xenonu). Xenon byl nalezen i v některých pramenech minerálních vod, kam se dostává jako produkt rozpadu izotopů uranu a plutonia. Je získáván frakční destilací zkapalněného vzduchu. Druhou možností jak jej lze získat, je frakční adsorpce na aktivní uhlí za teplot kapalného vzduchu.

## Využití

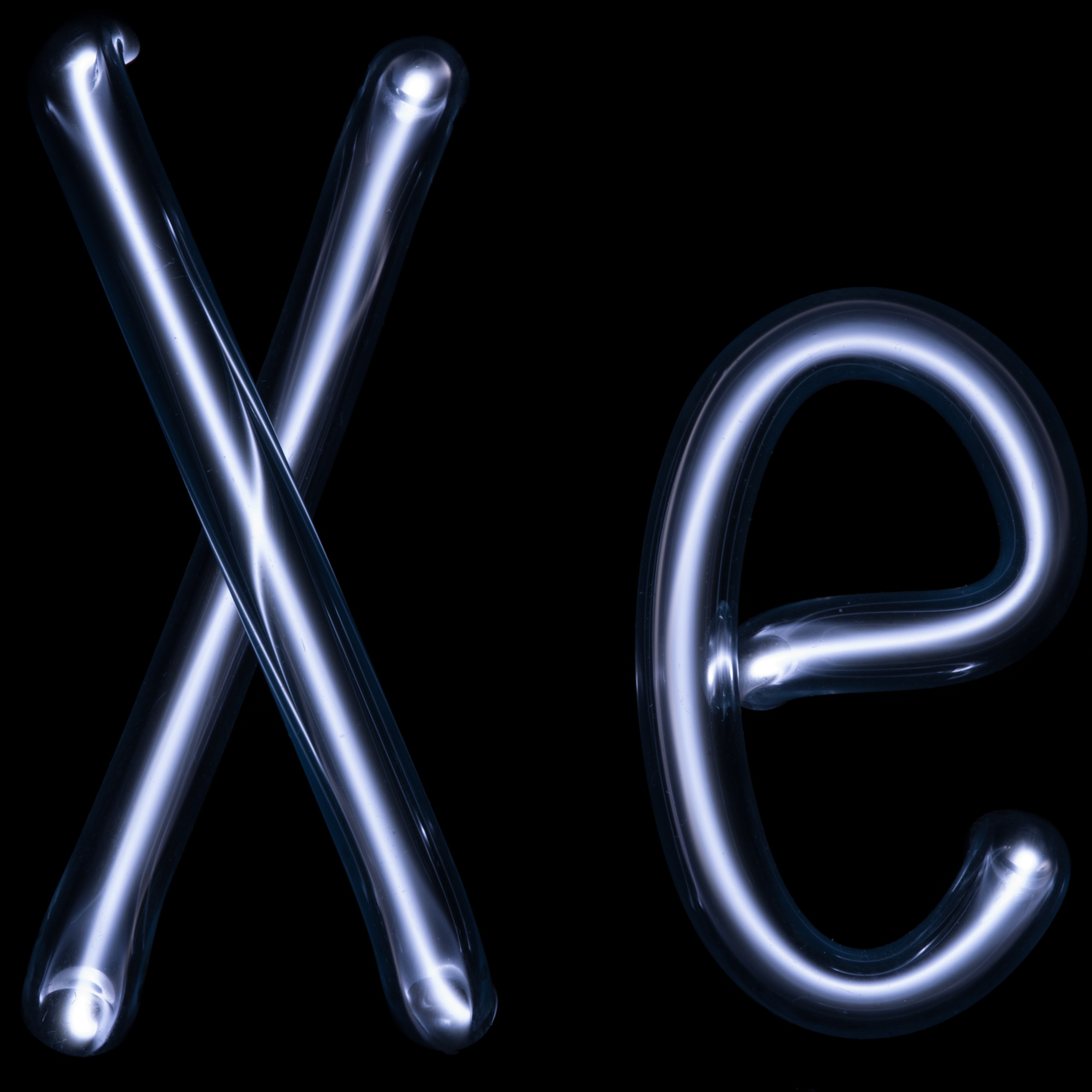
Výbojová trubice xenonu

Xenon má řadu izotopů, z nich šest je stabilních, tři mají poločas přeměny delší než 1014 let, a přibližně dvacet nestabilních, podléhajících další radioaktivní přeměně. Určení vzájemného poměru různých izotopů xenonu v horninách slouží ke studiu geologických přeměn zemské kůry. Podobné studium izotopů xenonu vázaného v meteoritech přispívá k pochopení formování našeho slunečního systému i naší galaxie.
Elektrickým výbojem v atmosféře xenonu vzniká světlo fialové až modré barvy, které se ředěním xenonu vytrácí až zůstane pouze bílé světlo. Toto záření působí baktericidně a xenonové výbojky nalézají využití pro dezinfekci.
Byly zkonstruovány xenonové výbojky, schopné produkovat mimořádně intenzivní světelné záblesky o velmi krátkém trvání výboje. Díky těmto výbojkám je možno fotografovat a filmovat velmi rychlé děje (průlet vystřelené kulky překážkou, výbuchy apod.). Xenon se dá dále využít k výrobě obloukových lamp a doutnavých trubic.
Ruští sportovci na Zimních olympijských hrách 2014 údajně inhalovali xenon jako doping.

## Sloučeniny

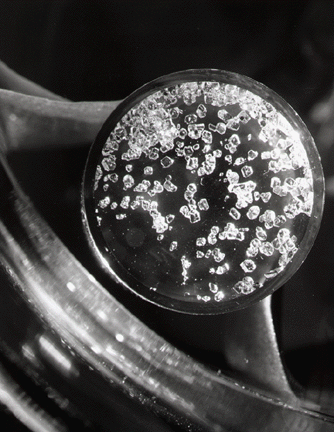
Krystaly fluoridu xenoničitého

Do začátku roku 1962 byly považovány všechny vzácné plyny za inertní (tzn. že nemohou tvořit sloučeniny). Začátkem roku 1962 provedl Neil Bartlett reakci xenonu s fluoridem platinovým PtF6 a získal tak první sloučeninu vzácného plynu XePtF6, která nebyla stabilní ani za nízkých teplot. V témže roce provedl Rudolf Hoppe syntézu fluoridu xenonatého XeF2, který je za teplot pod 40 K relativně stabilní.
Dodnes byly objeveny tyto sloučeniny xenonu, které jsou za nízkých teplot stabilní:
- Chlorid xenonatý (dichlorid xenonu) XeCl2
- Chlorid xenoničitý (tetrachlorid xenonu) XeCl4
- Fluorid xenonatý (difluorid xenonu) XeF2
- Fluorid xenoničitý (tetrafluorid xenonu) XeF4
- Fluorid xenonový (hexafluorid xenonu) XeF6
- Oxid xenonový (trioxid xenonu) XeO3
- Oxid xenoničelý (tetraoxid xenonu) XeO4
- Xenoničelan sodný Na4XeO6